# دریفیلد
latitudeدریفیلدlongitudeدریفیلد
دریفیلد (به انگلیسی: Driffield) یک شهرک در بریتانیا است که در انگلستان واقع شده‌است.

## خصوصیات
دریفیلد ۱۳٬۰۸۰ نفر جمعیت دارد.

## خواهرخوانده
شهر Saint-Affrique خواهرخواندهٔ دریفیلد هست.